# Isola di Innisfallen
L'isola di Innisfallen o Inishfallen (dall'irlandese: Inis Faithlinn dal significato "Isola di Faithlinn") è un'isola nel Lough Leane, uno dei tre laghi di Killarney nella contea di Kerry, in Irlanda.

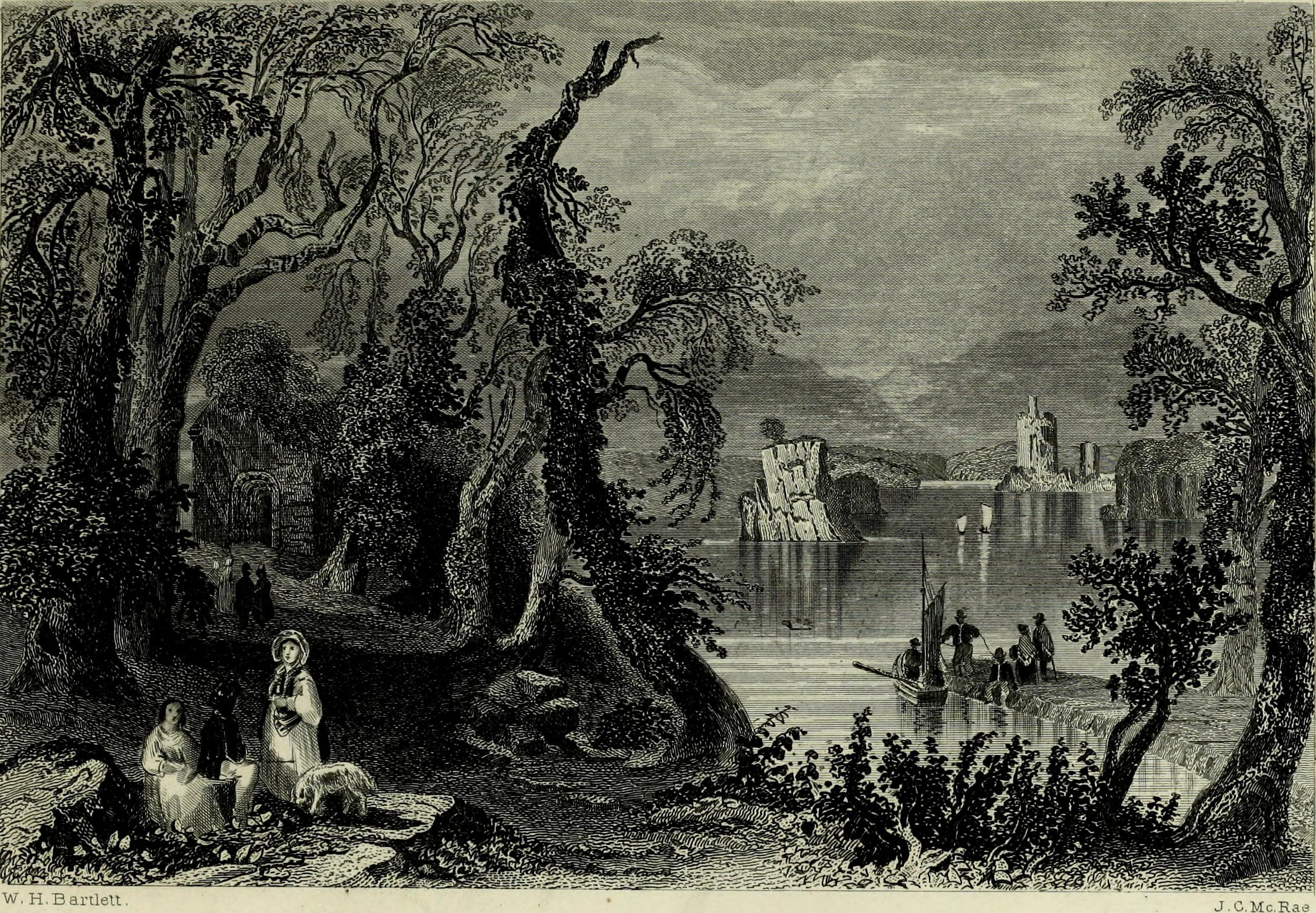
Veduta di Innisfallen (WH Bartlett, 1884)

## Storia
Innisfallen ospita le rovine dell'Abbazia di Innisfallen, uno dei resti archeologici più importanti risalenti al periodo paleocristiano trovato nel Parco Nazionale di Killarney. Il monastero fu fondato nel 640 da San Finiano il lebbroso e fu occupato per circa 950 anni. Per un periodo di circa 300 di questi, i monaci scrissero gli Annali di Innisfallen, che raccontano la storia primordiale dell'Irlanda come era conosciuta dai monaci. I monaci furono espropriati dell'abbazia il 18 agosto 1594 da Elisabetta I.
Si ritiene che la posizione del monastero sull'isola abbia dato origine al nome Lough Leane (irlandese Loch Léin), che in inglese significa "Lago dell'apprendimento". Secondo la tradizione, il re irlandese Brian Boru ricevette la sua istruzione a Innisfallen da parte di Maelsuthain O'Carroll. Maelsuthain è stato accreditato come il possibile creatore degli Annali.

## Accesso all'isola
È possibile per i turisti visitare l'isola durante i mesi estivi, con le barche che partono dal Castello di Ross durante tutto il giorno.

## Strutture
Mentre l'abbazia risale al VII secolo, la struttura più antica esistente, datata al X secolo, ovvero i due terzi occidentali della chiesa abbaziale. Il resto della chiesa e il complesso principale dell'abbazia furono costruiti nel XIII secolo. Una terza struttura, un oratorio con portale iberno-romanico, risale al XII secolo.